# Avinierung
Unter Avinierung bzw. Avinieren, auch Vinieren, versteht man das Ausspülen eines Weingefäßes mit etwas Wein vor der Verwendung. Auf diese Weise werden dem Glas oder der Karaffe womöglich anhaftende Gerüche bzw. Rückstände vermindert, die beispielsweise bei der Aufbewahrung, Reinigung oder vorherigen Verwendung entstanden sein können. Man sagt auch, das Glas wird damit weinfreundlich oder weingrün (gemacht). Bei professionellen Weinverkostungen wird in der Regel der nächste zu verkostende Wein jeweils zuvor auch als Spülwein verwendet.